# PRODUCE 48 - 30 Girls 6 Concepts
『PRODUCE 48 - 30 Girls 6 Concepts』（プロデュース フォーティーエイト　サーティーガールズ シックスコンセプツ）は、2018年8月18日にStone Music Entertainmentから配信限定でリリースされたPRODUCE 48のミニアルバム。

## 概要
本作は2018年6月から8月まで日本・韓国等11か国で放送されている公開オーディション番組「PRODUCE 48」のオーディションに使用されているオリジナル曲を収録したデジタルアルバムとしてリリースされた。
96人の練習生のうち、視聴者投票を経て選ばれた30人が、様々なジャンルの課題曲に6つのチームに分かれ挑戦（番組内で「コンセプト評価」と言われる）するが、その課題曲の6曲すべてを収録している。AKB48グループのメンバーを含む30人の練習生でレコーディグが行われた。
収録曲は2018年8月17日放送の「PRODUCE 48」で公開放送で6曲すべて歌われている。

## 収録曲
1. Rollin' Rollin (2:55)
  - 作詞・作曲 : Wonderkid & Shin Kung

参加メンバー - チャン・ウォニョン、キム・ドア、本田仁美（AKB48）、キム・ナヨン、白間美瑠 （NMB48）
2. To Reach You (3:31)
  - 作詞・作曲：イ・サンホ、ヨンベ（仮面ライダー）
  - Arranger by Sixsteps

参加メンバー - チャン・ギュリ、ナ・ゴウン、矢吹奈子（HKT48）、キム・チェウォン、チョ・ユリ
韓国曲名は「너에게 닿기를（君に届くように）」。
3. Rumor (3:17)
  - 作詞・作曲 : Eden

参加メンバー - ハン・チョウォン、村瀬紗英（NMB48）、キム・シヒョン、イ・シアン、クォン・ウンビ
4. See You Again (3:08)
  - 作詞・作曲 : イ・デフィ（Wanna One）

参加メンバー - カン・ヘウォン、ワン・イーレン、竹内美宥（AKB48）、パク・ヘユン、宮脇咲良（HKT48）
韓国曲名は「다시 만나（また会おう）」 。
作曲したイ・デフィは「練習生たちがお互いに初めて会った時のときめきと『いつかは別れるが再び会おう』という希望を歌った曲である」と語っている[17]。
5. 1000％ (3:36)
  - 作詞・作曲 : オレオ
  - Music&Track produced by Aura

参加メンバー - 宮崎美穂（AKB48）、後藤萌咲（AKB48）、イ・チェヨン、下尾みう（AKB48）、キム・ミンジュ
6. I Am (3:24)
  - 作詞・作曲 : Full8loom

参加メンバー - チェ・イェナ、アン・ユジン、ホ・ユンジン、高橋朱里（AKB48）、イ・カウン

## チャート成績

### 韓国
韓国のヒットチャートメロンチャートではアルバム総合では週間6位にランクインした。収録曲別では「Rumor」がデイリー12位、「See You Again」がデイリー32位にランクインした。
収録曲ごとの韓国でのヒットチャート成績は以下の通り。
| 韓国の週間音楽チャート（最高位） | 韓国の週間音楽チャート（最高位） | 韓国の週間音楽チャート（最高位） | 韓国の週間音楽チャート（最高位） |
| 収録曲名                         | メロン 週間チャート              | NAVER 週間チャート               | Mnet 週間チャート                |
| -------------------------------- | -------------------------------- | -------------------------------- | -------------------------------- |
| Rollin' Rollin                   | 82位                             | 51位                             | 24位                             |
| To Reach You（너에게 닿기를）    | 77位                             | 43位                             | 20位                             |
| Rumor                            | 55位                             | 25位                             | 3位                              |
| See You Again(다시 만나)         | 94位                             | 62位                             | 34位                             |
| 1000％                           | 90位                             | 52位                             | 28位                             |
| I Am                             | -                                | 67位                             | 43位                             |

### 日本
日本では、2018年8月19日付日本iTunesの総合アルバムダウンロードチャートでデイリー3位、週間6位にランクインした。
ビルボードジャパンでは2018年8月27日付アルバム総合週間14位、Download Albums（デジタル・ダウンロード）チャートでは週間6位にランクインした、

### 東南アジア・北米ほか
日韓以外iTunesの総合アルバムダウンロードの各国チャートでは台湾・タイ・シンガポール・インドネシアでは2018年8月19日付で1位、香港、マレーシアでは、2018年8月20日付で1位にランクインしている。
アジア以外では、アメリカで2018年8月19日付ituesアルバム総合チャートで91位にランクイン。（全米ポップソング部門 ituesアルバムチャートでは18位。）、2018年8月19日付同チャートでカナダで95位、メキシコで68位にそれぞれランクインした。
なお、ダウンロードに加えストリーミング再生も含むApple Musicでの当アルバム世界各国ランキングは以下の通り。
| Apple Musicチャート（最高位） | Apple Musicチャート（最高位） | Apple Musicチャート（最高位） | Apple Musicチャート（最高位） |
| 国名                          | Apple Music 最高位            | 備考                          |                               |
| ----------------------------- | ----------------------------- | ----------------------------- | ----------------------------- |
| 日本                          | 2位                           | 2018年8月21日～8月22日        |                               |
| 韓国                          | 1位                           | 2018年8月22日～8月23日        |                               |
| 中国                          | 5位                           | 2018年8月22日～8月24日        |                               |
| 香港                          | 1位                           | 2018年8月21日～8月25日        |                               |
| 台湾                          | 1位                           | 2018年8月21日～8月25日        |                               |
| タイ                          | 1位                           | 2018年8月20日～8月25日        |                               |
| インドネシア                  | 2位                           | 2018年8月20日～8月25日        |                               |
| マレーシア                    | 2位                           | 2018年8月20日～8月25日        |                               |
| フィリピン                    | 2位                           | 2018年8月22日                 |                               |
| シンガポール                  | 2位                           | 2018年8月20日～8月25日        |                               |
| ベトナム                      | 2位                           | 2018年8月20日～8月25日        |                               |
| サウジアラビア                | 65位                          | 2018年8月21日                 |                               |
| カザフスタン                  | 191位                         | 2018年8月21日～8月22日        |                               |
| オーストラリア                | 76位                          | 2018年8月21日                 |                               |
| ニュージーランド              | 39位                          | 2018年8月21日～8月22日        |                               |
| フィンランド                  | 149位                         | 2018年8月22日                 |                               |
| リトアニア                    | 102位                         | 2018年8月20日                 |                               |
| ノルウェー                    | 129位                         | 2018年8月26日                 |                               |
| スペイン                      | 173位                         | 2018年8月21日                 |                               |
| チリ                          | 16位                          | 2018年8月22日                 |                               |
| ペルー                        | 28位                          | 2018年8月21日                 |                               |
| ブラジル                      | 116位                         | 2018年8月21日                 |                               |